# Maria Bonzanigo
Maria Bonzanigo, née à Lausanne en 1966, est une compositrice, danseuse, comédienne et chorégraphe suisse. Elle est cofondatrice de la Compagnia Finzi Pasca.

## Biographie
Maria Bonzanigo, originaire de Bellinzone, passe les premières années de son enfance dans le canton de Vaud, où elle fait ses premiers pas en musique. À l'âge de sept ans, sa famille s'installe au Tessin où elle rentre dans la chorale I piccoli cantori della Turrita, qui l’emmène dans des tournées internationales. Quatre ans plus tard, elle commence à composer et se forme chez Paul Glass, compositeur américain vivant au Tessin, tout en enseignant la danse dans l'école de sa mère. Entre 1981 et 1995, elle continue sa formation en danse, en pédagogie de la danse et en chorégraphie avec Rosalia Chladek. En 1984, elle rencontre Daniele Finzi Pasca. En 2005, elle compose la musique de Corteo pour le Cirque du Soleil et, en 2006, la musique pour la cérémonie de clôture des jeux olympiques d'hiver de Turin. L'année suivante, elle signe la musique et la chorégraphie de Nebbia, qui lui vaut le prix Gascon-Roux. En 2011, elle est cofondatrice de la Compagnia Finzi Pasca, dont elle compose la musique et la chorographie des spectacles. En 2014, Bonzanigo collabore à la musique de la cérémonie d’ouverture des Jeux Paralympiques de Sochi. Sa musique est également enregistrée avec l’Orchestre Métropolitain de Montréal à l'occasion de Montréal Avudo, une production de la Compagnia Finzi Pasca pour le 375ème anniversaire de la ville québécoise en 2017. En tant que chorégraphe, elle participe à la mise en scène de Pagliacci de Leoncavallo au Teatro San Carlo de Naples en 2011 et de Carmen de Bizet, aussi au Teatro San Carlo en 2016 et en 2017, ainsi qu'au Thailand Cultural Center de Bangkok en 2018. La Confrérie de la Fête des Vignerons de Vevey l'engage comme compositrice principale et directrice musicale aux côtés de Jérôme Berney et Valentin Villard pour l'édition de 2019,,,. Elle écrit de la musique pour la scène, pour des grands événements, pour le cinéma, pour des chœurs, de la musique de chambre et de la musique symphonique. 
Maria Bonzanigo vit et travaille au Tessin avec son mari Hugo Gargiulo[réf. nécessaire].

## Filmographie

### Compositrice
- 2011 - Unbelgiocare de Mohammed Soudani
- 2014 - Oro verde de Mohammed Soudani
- 2017 - CERN – Il senso della bellezza de Valerio Jalongo
- 2022 - L’Afrique des femmes de Mohammed Soudani

## Spectacles

### Chorégraphe
- 2011 - Pagliacci de Leoncavallo
- 2016 - Carmen de Bizet
- 2019 - Einstein on the Beach de Philip Glass et Robert Wilson

### Compositrice
- 2005 - Corteo par Cirque du Soleil
- 2006 - Cérémonie de clôture des Jeux Olympiques de Turin
- 2007 - Nebbia de Compagnia Finzi Pasca
- 2011 - Donka – Une lettre à Tchekov de Compagnia Finzi Pasca
- 2013 - La Verità de Compagnia Finzi Pasca
- 2014 - Cérémonie d’ouverture des Jeux Paralympiques de Sochi
- 2016 - Per te de Compagnia Finzi Pasca
- 2017 - Montréal Avudo de Compagnia Finzi Pasca
- 2019 - Abrazos de Compagnia Finzi Pasca
- 2019 - Fête des Vignerons avec Jérôme Berney et Valentin Villard